# 2-cm KwK 30
Le  2cm KampfWagenKanone 30 L/55 (KwK signifiant "Canon pour véhicule de combat") est un canon destiné à armer les tourelles de certains véhicules blindés. Il était dérivé du 2cm Flak 30. Utilisé pendant la Seconde Guerre mondiale par la Wehrmacht, il avait tendance à s'enrayer et une faible cadence de tir. Produit jusqu'en 1939, il fut remplacé par le KwK 38 dérivé du Flak 38. 
Il fut l'armement principal des chars légers Panzer  II Ausf. A / B / C / D / E,   et d'un certain nombre de véhicules de reconnaissance blindés (tel le Sd.Kfz. 231 jusqu'en 1942 ).

## Conception et développement
Le 2-cm Kwk 30 est une adaptation du canon antiaérien 2-cm Flak 30, destiné à être monté dans une tourelle. Doté d'un tube légèrement plus court que la version antiaérienne (1,1 m au lieu de 1,3 m), ce canon automatique était alimenté par des chargeurs tambours de 10 obus. Un Panzer II pouvait embarquer jusqu'à 18 chargeurs.
Ce canon a servi de base pour la création du canon  20-mm C/30 qui fut testé avec succès sur des chasseurs Heinkel He 112 pour des missions d'attaque au sol durant la guerre civile espagnole. Comme à cette époque ce genre de mission n'était pas une priorité pour la Luftwaffe, le projet fut abandonné.
En 1939, le Kwk 30 L/55 fut remplacé par une version améliorée (automatique avec un pouvoir de pénétration accru) conçue par Mauser désignée "2 cm KampfwagenKanone (KwK) 38 L/55", qui fut monté sur les Panzer II Ausf. F / J / L  et sur plusieurs autres véhicules.

## Munitions et balistique
Le Kwk 30 peut tirer une large variété d'obus de 20 × 138 mm B issus du Flak 30 :
| Munition                                                                                             | Type                                          | Description | Poids | Vélocité  |
| --- | --------------------------------------------- | --- | ----- | --------- |
| 2 cm Sprenggranatpatrone Leuchtspur (Sprgr. Patr. L/Spur)                                            | Haut pouvoir explosif - traçant               | Mise en service à partir du 07/12/1937, Obus détonant avec traceur.                                                     | 115 g | 888 m/s   |
| 2 cm Sprenggranatpatrone Brand (Sprgr. Patr.Br.)                                                     | Haut pouvoir explosif - incendiaire           | Obus détonant chargé avec du phosphore blanc                                                                            | 100 g | 1 050 m/s |
| 2 cm Brand Sprenggranatpatrone Verkürzt Leuchtspur Warme Übertragung (Br. Sprgr. Patr. vk L/Spur W.) | Haut pouvoir explosif - incendiaire - traçant | Obus détonant chargé avec du phosphore blanc, traçant sur une courte distance (2 000 m) avec autodestruction après 5.5s | 132 g | 922 m/s   |
| 2 cm Brand Sprenggranatpatrone Leuchtspur (Br. Sprgr. Patr. L/Spur)                                  | Haut pouvoir explosif - incendiaire - traçant | Obus détonant chargé avec 3 g de phosphore blanc, traçant                                                               | 100 g | 1 050 m/s |
| 2 cm Sprenggranate 39 (Sprgr. 39)                                                                    | Haut pouvoir explosif                         | Obus détonant | 132 g | 995 m/s   |
| 2 cm Panzergranatpatrone Leuchtspur (Pz.Gr.L'spur)                                                   | Anti blindage - traçant                       | Mise en service à partir du 07/12/1937, Obus anti blindage avec traceur.                                                | 148 g | 780 m/s   |
| 2 cm Panzergranatpatrone L'spur mit Zerleger (Pz.Gr. L/Spur m. Zerl.)                                | Anti blindage - traçant                       | Mise en service à partir du 07/12/1937, Obus détonant avec traceur. Autodestruction après 2s soit 1 000 m               | 146 g | 780 m/s   |
| 2 cm Panzergranatpatrone (Pz.Gr.)                                                                    | Anti blindage                                 | Obus anti blindage | 148 g | 830 m/s   |
| 2 cm Panzergranatpatrone 40 (Pz.Gr. 40)                                                              | Anti blindage composite rigide                | Obus antiblindage à cœur de tungstène                                                                                   | 100 g | 830 m/s   |
| 2 cm Sprenggranatpatrone Leuchtspur Übung (Sprgr. Patr. L/Spur Üb.)                                  | Exercice, inerte                              | Obus d'exercice traçant avec pointe en bois pour simuler l'utilisation de la Sprgr. Patr. L/Spur                        | 148 g | 995 m/s   |
| 2 cm Sprenggranatpatrone Übung (Sprgr. Patr. Üb.)                                                    | Exercice, inerte                              | Obus d'exercice avec pointe en bois pour simuler l'utilisation de la Sprgr. Patr.                                       | 115 g | 995 m/s   |

Nomenclature des abréviations pour aide à la lecture :
- Br. : Brand (incendiaire)
- L/Spur : Leuchtspur (traçant).
- Pzgr. : Panzergranate (Ogive antiblindage).
- Sprgr. : Sprenggranate (Ogive à haut pouvoir explosif).
- m. : mit (avec)
- Üb. : Übung (exercice).
- vk. :Verkürzt ("Court" désignant un pouvoir traçant sur une courte distance).
- W. : Warme Übertragung ("Transfert de chaleur" désignant que le traceur initie l'autodestruction de l'ogive après une certaine période).
- Zerl. :Zerlegung (Autodestruction).

### Pouvoir de pénétration
| Munition  | Type                           | Poids | Vélocité  | Inclinaison | à 100 m | à 500 m | à 1 000 m | à 1 500 m |
| --------- | ------------------------------ | ----- | --------- | ----------- | ------- | ------- | --------- | --------- |
| PzGr.     | Antiblindage                   | 148 g | 780 m/s   | 30°         | 20 mm   | 14 mm   | 9 mm      | /         |
| PzGr. 40  | Anti-blindage composite rigide | 100 g | 1 050 m/s | 30°         | 49 mm   | 20 mm   | /         | /         |
| Sprgr. 39 | Haut pouvoir explosif          | 132 g | 995 m/s   | 30°         | /       | /       | /         | /         |

## Utilisateurs
Véhicules utilisant le 2-cm KampfWagenKanone 30 L/55
- Char léger Sd.Kfz.121 Panzerkampfwagen II Ausf. a/1
- Char léger Sd.Kfz.121 Panzerkampfwagen II Ausf. a/2
- Char léger Sd.Kfz.121 Panzerkampfwagen II Ausf. a/3
- Char léger Sd.Kfz.121 Panzerkampfwagen II Ausf. A
- Char léger Sd.Kfz.121 Panzerkampfwagen II Ausf. b
- Char léger Sd.Kfz.121 Panzerkampfwagen II Ausf. B
- Char léger Sd.Kfz.121 Panzerkampfwagen II Ausf. c
- Char léger Sd.Kfz.121 Panzerkampfwagen II Ausf. D
- Char léger Sd.Kfz.121 Panzerkampfwagen II Ausf. E
- Char léger Sd.Kfz.121 Panzerkampfwagen II Ausf. F
- Char léger Sd.Kfz.121 Panzerkampfwagen II mit Schwimmkörper
- Véhicule blindé léger à roues Sd.Kfz. 222 Leichte Panzerspähwagen
- Véhicule blindé lourd à roues Sd.Kfz. 231 (6 roues) Schwere Panzerspähwagen
- Véhicule blindé lourd à roues Sd.Kfz. 231 (8 roues) Schwere Panzerspähwagen
- Véhicule blindé lourd à roues Sd.Kfz. 232 (8 roues) Schwere Panzerspähwagen
- Véhicule blindé lourd à roues Sd.Kfz. 232 (6 roues)Schwere Panzerspähwagen
- Char de dépannage Sd.Kfz. 179 Bergepanther

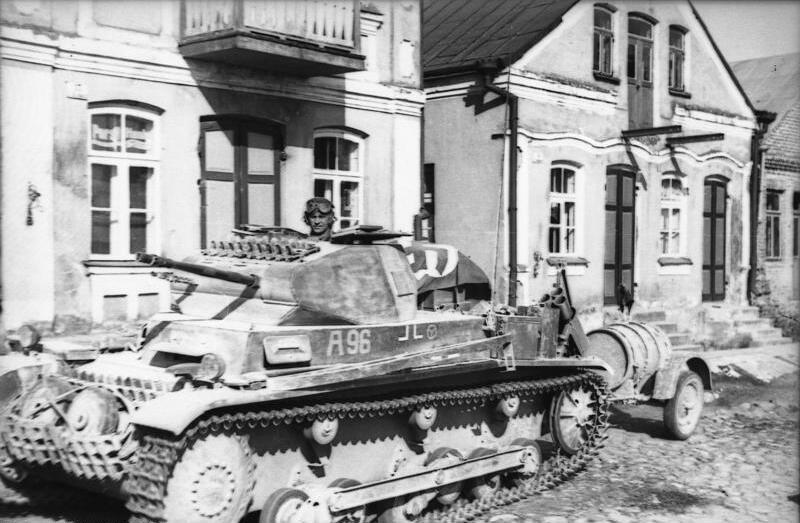
Sd.Kfz.121 Panzer II armé de son Kwk 30 lors de l'opération Barbarossa (Russie, Juin 1941)
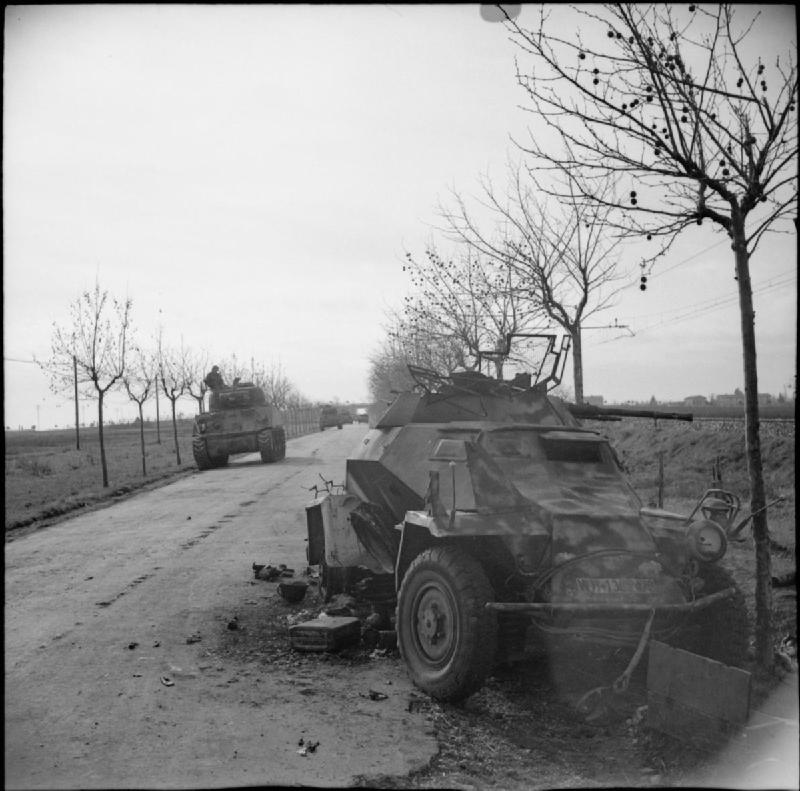
Sd.Kfz. 222 armé d'un Kwk 30 détruit à la suite de combats avec les Britanniques durant l'Opération Husky (Italie, Janvier 1944)
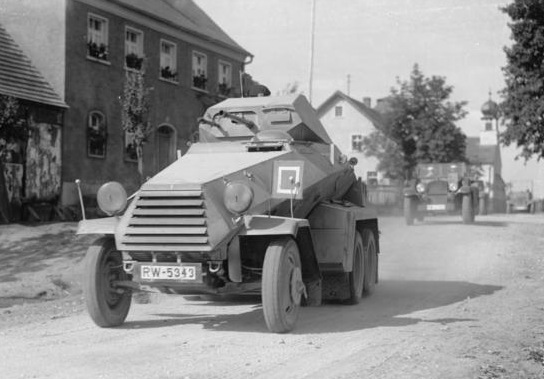
Sd.Kfz. 231 (6 roues) en manœuvre avec la IX Armée de la Heer passant dans un village de Bavière (Allemagne, Mars 1935)
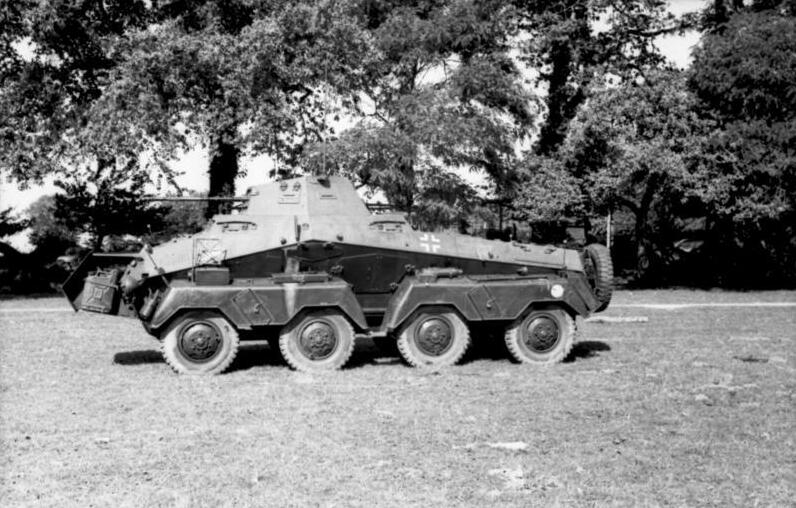
Vue de profil d'un Sd.Kfz. 231 (8 roues) de la division  "Hermann Göring" (Russie, Janvier 1942)
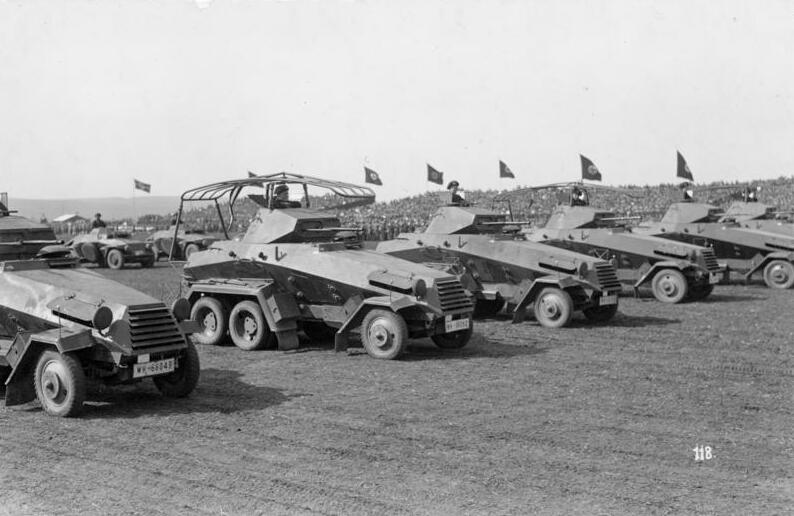
Sd.Kfz. 232 (6 roues) de la IX Armée lors d'une parade pour les manœuvres d'automne à Fritzlar (Hesse, Allemagne 1936)
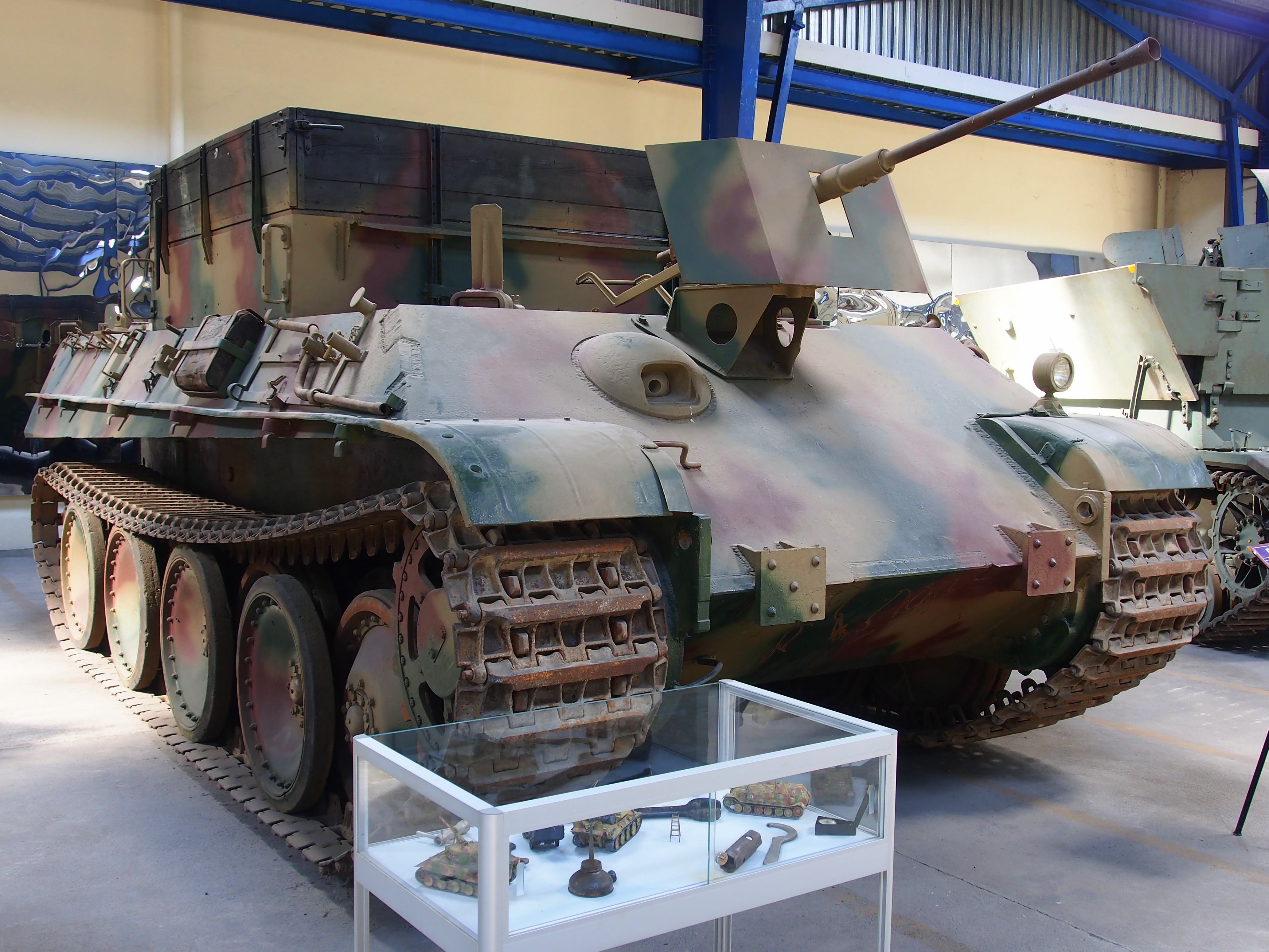
Sd.Kfz. 179 Bergepanther exposé au Musée des blindés de Saumur (France)